# Cyránski Mária
Cyránsky Mária (Budapest, 1940. október 21. – Dunaújváros, 2018. április 13.) magyar szobrászművész. Lírai realista szobrokat, domborműveket, érméket, plaketteket készített. Szobrászati munkáján kívül szívesen foglalkozott tűzzománccal is, e munkáiban a népművészet formanyelvéből merített. Férje ifj. Koffán Károly festőművész.

## Életpályája
1955-től 1959-ig a budapesti Képző- és Iparművészeti Gimnáziumban tanult. Érettségi után felvételt nyert a Magyar Képzőművészeti Főiskolára, ahol 1964-ben végzett.  Somogyi József, Szabó Iván és Pátzay Pál voltak a mesterei. A főiskola után Dunaújvárosban telepedett le, élete végén Dunaföldváron volt a műterme. 1974 és 1977 között Derkovits-ösztöndíjas volt. Kezdettől részt vett a városi és a Fejér megyei kiállításokon (a Dunaújvárosi képzőművészeti tárlatok egyik kezdeményezője), valamint a Képzőművészek észak-dunántúli Szervezete kiállításain. 1978-tól 2002-ig a kecskeméti Nemzetközi Zománcművészeti Alkotótelep munkájában is rendszeres közreműködő volt, 2001-től 2005-ig pedig a Budafoki Tűzzománc Workshop munkájában is részt vett.
Tagja volt a Magyar Alkotóművészek Országos Egyesületének, a Magyar Képzőművészek és Iparművészek Szövetségének, a Magyar Szobrászok Társaságának és a Képzőművészek, Iparművészek és Művészeti Dolgozók Szakszervezete Elnökségének. Alapító tagja a Tűzzománcművészek Magyar Társaságának, a Szekszárdi Művészek Egyesületének és az ÚJPART Dunaújvárosi Képzőművészek Társaságának.
Művei számos közgyűjteményben megtalálhatók: Szent István Király Múzeum (Székesfehérvár), Intercisa Múzeum (Dunaújváros), Pécsváradi Művelődési Ház, Zománcművészeti Gyűjtemény (Kecskemét), Városi Múzeum (Nyíregyháza), Magyar Képzőművészeti Főiskola archívuma.

## Egyéni kiállításai
- 1969–71.: Dunaújváros
- 1978.: Uitz Terem, Dunaújváros (gyűjteményes kiállítás)
- 1970.: Szentes
- 1973.: Kossuth Művelődési Ház (ifj. Koffán Károllyal), Miskolc
- 1979.: Kápolna Galéria (ifj. Koffán Károllyal), Velence
- 1979.: Pécs
- 1982.: Paál László Terem, Budapest
- 1984.: Gulácsy Terem (ifj. Koffán Károllyal), Szeged
- 1987.: Ferenczy Terem (ifj. Koffán Károllyal), Pécs
- 1988.: Szekszárd
- 1989 októbere: Bécs, (HUNGEXPO)
- 1990.:Kölesd, Paks, Bécs
- 1991.: Kecskemét, Párizs
- 1991.: Szekszárd
- 1996.: Városi Múzeum, Paks
- 1997.: Vármúzeum, Simontornya
- 1997.: Dunaföldvár
- 1998.: Művészetek Háza, Szekszárd
- 2000. október 20. – november 17.: Dunaújváros, Institut of Contemporary Art.
- 2000. február–március: “A Hónap Műtárgya” bemutató a Szekszárdi könyvtárban.
- 2001. április 28. – június 3.: Simontornya, Vármúzeum.
- 2002: Taliándörögd, „Művészetek Völgye” (Csend Háza)
- 2004. augusztus 12. – szeptember 19.: Dunaföldvár, Vár-galéria.
- 2005. április 17. – május 29.: Dunaújváros, Bartók Színház és Művészetek Háza. (Szoboravatással egybekötve)
- 2010. november 6. – december 11.: Retrospektív (Institut of Contemporary Art, Dunaújváros)

## Válogatott csoportos kiállítások
- 1966.: Dunaújvárosi Képzőművészek I. kiállítása, Dunaújváros
- 1968–1969: Fejér Megyei Őszi Tárlat, Székesfehérvár
- 1970.: V. Észak-dunántúli Képzőművészek kiállítása, Műcsarnok, Budapest
- 1971.: Stúdió '71, Ernst Múzeum, Budapest
- 1971.: Exhibition of Artists of Norther Transdanubia, Krakkó
- 1972.: 6. Balatoni Nyári Tárlat, Balatoni Múzeum, Keszthely
- 1977.: Fejér megyei képzőművészek kiállítása, Balassa Bálint Múzeum, Esztergom
- 1977.: Derkovits-ösztöndíjasok, Szombathely
- 1978–80.: Nemzetközi Zománcművészeti Alkotótelep kiállítása, Kecskemét
- 1983 – Tavaszi Tárlat, Uitz Terem, Dunaújváros
- 1997.: Tűzzománcművészek Magyar Társasága, Alapító kiállítás;
- 1998.: Kortárs Magyar Zománcművészet, Kecskemét;
- 1998.: Minizománc-névjegy, Budapest;
- 1998.: Dunaújváros Művészetéért bemutató;
- 1999.: Fejér Megyei tárlat, Székesfehérvár, István Király Múzeum;
- 2000; 2002.: Dunaújvárosi Képzőművészek Tárlata, Kortárs művészeti Intézet, Dunaújváros;
- 2001.: I. Nemzetközi Budafoki Tűzzománc-művészeti Triennálé. Olof Palme Ház, Budapest;
- 2003.: Fej Vonulás Portrékiállítás, Pelikán Galéria, Székesfehérvár;
- 2004.: II. Nemzetközi Budafoki Tűzzománc-művészeti Triennálé;
- 2008-2010.: I.;  III. Raáb Ervin Művésztelep Rácalmás, Jankovich kúria;
- 2012.: Szíverősítő  Újpart Egyesület kiállítása, Institut of Contemporary Art, Dunaújváros.
- 2013.: Szekszárdi Tárlat, az AGORA-program keretében, Szekszárd, Művészetek Háza (2013.05.07.- 09.15. CD katalógus)
- 2014.: In memoriam Fertőszögi Béláné Szekszárd, Művészetek Háza. (2014.10.29.-11.15.)
- 2014.: Dunaújvárosi Szlalom  Kortárs Művészeti Intézet. (2014.11.21.-2015.01.17.)
- 2018.: A dunaújvárosi képző- és iparművészek tavaszi tárlata. (2018. 04. 6. - 2018. 05. 11.)

## Köztéri művei
- Álló leány – Ifjúság (mészkőkőszobor, Tatabánya)
- Weiner Tibor emléktábla (bronz dombormű, Dunaújváros)
- Ho Si Minh (bronz, Dunaújváros, jelenleg az Intercisa Múzeumban)
- József Attila (dombormű, Dunaújváros)
- József Attila (mellszobor, Székesfehérvár)
- Münnich Ferenc (bronz mellszobor, Dunaújváros, Intercisa Múzeumban    )
- József Attila emléktábla (bronz dombormű, Dunaújváros)
- Hajnal (bronzszobor, Dunaújváros, Bartók Kamaraszínház és Művészetek Háza előtt)
- Bartók Béla (bronz dombormű, Dunaújváros)
- Lighea - Sellő (bronzszobor, Dunaújváros, uszoda előtt)
- Merengő (bronzszobor, [a Hajnal változata] a művész síremléke, Dunaújváros)
- Vénusz – Tavasz (bronzszobor, Várpalota)
- Vénusz (másodpéldány, Dunaferr, Dunaújváros)
- Borovszky Ambrus (Dunaferr, Dunaújváros)
- Vénusz (másodpéldány, Gyönk)
- Alvó kisgyermek I. (bronz dombormű, Házasságkötő terem, Ercsi)
- Alvó kisgyermek II. (bronz dombormű, Egészségügyi Központ, Ercsi)
- Jacquin Nikolaus (bronz mellszobor, Miskolci Egyetem, Miskolc)
- Scopoli Giovanni (bronz mellszobor, Miskolci Egyetem, Miskolc)
- Verő József (bronz mellszobor, Miskolci Egyetem, Miskolc)
- Rózsa Ferenc (bronz, Dunaújváros)
- Jankovich Mikslós (bronz dombormű, Rácalmás)
- Márvány síremlék (Földes család, Székesfehérvár)
- Raáb Ervin festőművész síremléke, (Bronz, terméskő) 2010. Rácalmás, Katolikus temető;
- Széchenyi István 5/4 méretű büszt (Bronz, mészkő, 60 x 60 x 190 cm.), 2012. Rácalmás, Városháza előtt;
- Petőfi Sándor 5/4 méretű büszt (Bronz, mészkő, 60 x 60 x 190 cm.), 2013. Rácalmás, Főtér.
- Ányós Pál relief (Bronz, 60 x 40 cm) 2014. Agárd-puszta, Gárdonyi Géza emlékház.